# Jean-Louis Martinand
Pour les articles homonymes, voir Martinand.
Jean-Louis Martinand (né en 1943) est un chercheur français en sciences de l'éducation, professeur émérite à l'École normale supérieure de Cachan. Il a travaillé sur des questions de didactique curriculaire et de modélisation dans l'enseignement et l'apprentissage des sciences.

## Biographie
Fondateur du LIREST, initialement Laboratoire interuniversitaire de recherche en éducation scientifique et technologique, Jean-Louis Martinand est devenu coordonnateur du réseau LIREST Liaisons interuniversitaires pour la recherche en éducation scientifique et technologique, constitué de laboratoires universitaires et de groupes de recherche ou d’innovations en IUFM. 
Il est à l'origine, avec André Giordan, des Journées internationales sur l'éducation scientifique (JIES), devenues Journées internationales sur la communication, l'éducation et la culture scientifiques et industrielles.
Il a été responsable du DEA « Sciences, techniques, Enseignement et Diffusion » de l'École normale supérieure de Cachan dont il est professeur émérite.

## Publications
- (1981). Pratiques sociales de référence et compétences techniques. À propos d’un projet d’initiation aux techniques de fabrication mécanique en classe de quatrième, in A. Giordan (coord.). Diffusion et appropriation du savoir scientifique : enseignement et vulgarisation. Actes des Troisièmes Journées Internationales sur l’Education Scientifique. (p.149-154) Paris : Université Paris 7.
- (1983). Questions pour la recherche : la référence et le possible dans les activités scientifiques scolaires, in G. Delacôte & A. Tiberghien (coord.) Recherche en didactique de la physique : les actes du premier atelier international. Paris : Éditions du CNRS. p.227-249.
- (1986), Connaître et transformer la matière ; des objectifs pour l'initiation aux sciences et techniques. Bern : Peter Lang, , 155 p.
- (1989) Pratiques de référence, transposition didactique et savoirs professionnels en sciences techniques. Les Sciences de l'éducation - Pour l'Ère nouvelle, n° 2. p. 23-29.
- (resp.) (1992). Enseignement et apprentissage de la modélisation en sciences. Paris : INRP , 226 p.
- (1993). Organisation et mise en œuvre des contenus d’enseignement, in J. Colomb (Ed.) Recherches  en didactiques : contribution à la formation des maîtres. Paris : INRP, p.135-147.
- (resp.) (1994a). Nouveaux regards sur l’enseignement et l’apprentissage de la modélisation en sciences. Paris : INRP, 133 p.
- (1994b). La didactique des sciences et de la technologie et la formation des enseignants. ASTER, 19, p.61-75.
- (1994c). La technologie dans l’enseignement général : les enjeux de la conception et de la mise en œuvre. Paris : UNESCO-IIPE, 62 p.
- (1995). La référence et l’obstacle.  Perspectives documentaires en éducation.  34, p.7-22.
- avec J. Lebeaume, (coord.) (1998) Enseigner la technologie au collège. Paris : Hachette. 334 p.